# Юта (озеро)
Ю́та (англ. Utah Lake) — пресноводное озеро на севере центральной части штата Юта, США. Площадь зеркала составляет 380 км²; средняя глубина — около 3,2 м. Единственной рекой, вытекающей из озера, является Джордан, которая течёт на север и впадает в Большое Солёное озеро.

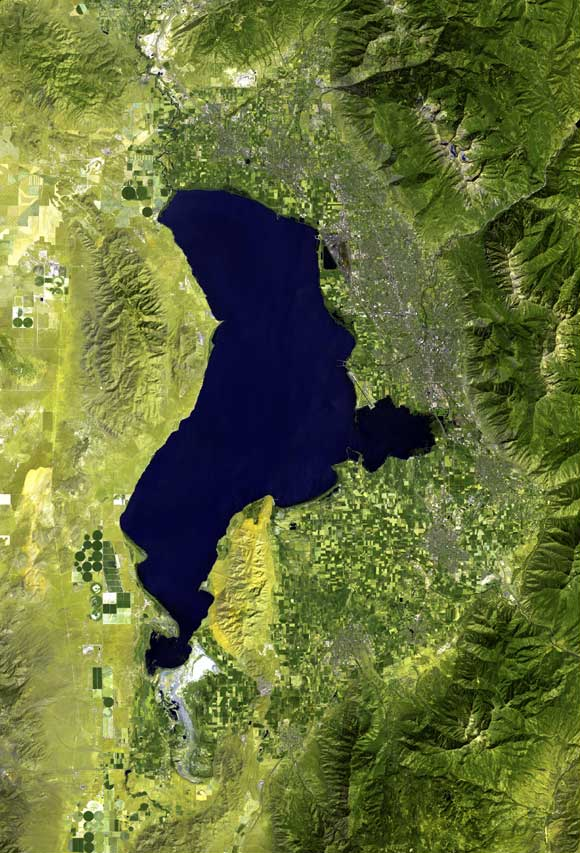
Озера Юта с высоты

Озеро расположено на западной оконечности долины Юта, которая окружается горными хребтами Уосатч (на востоке), Траверс (на севере) и Лейк-Маунтинс (на западе). Наиболее высокие пики в окрестностях озера — гора Небо (3616 м), гора Тимпаногос (3580 м) и гора Уэст-Маунтин (2074 м). Само озеро лежит на высоте 1368 м над уровнем моря и составляет около 39 км в длину и 21 км в ширину. На восточном побережье озера Юта расположены города Прово и Орем. Площадь водосбора озера составляет 9960 км² и представляет собой преимущественно горную местность. Высшей точкой бассейна является гора Болд (3586 м) в горном хребте Юинта. Двумя крупнейшими притоками Юты являются реки Прово и Спаниш-Форк, привносящие вместе около 60 % от всей воды, поступающей в озеро.
Озеро Юта является остатком более крупного озера Бонневилл, которое существовало здесь в плейстоцене и своей при максимальной площади около 30 000 лет назад составляло около 51 000 км² (немногим меньше современного озера Мичиган) и лежало на высоте 1550 м над уровнем моря. Около 12 000 лет назад климат региона начал изменяться, становясь теплее и суше. Из-за испарения озеро сильно уменьшилось в размерах, а затем и распалось на несколько небольших водоёмов: озеро Юта, Большое Солёное озеро, озеро Севир и озеро Раш. Под озером Юта проходят 3 геологических разлома. Один из них, разлом Бёрд-Айленд, идёт вдоль восточной оконечности озера и является причиной выхода горячих источников близ Линкольн-Бич. Другим важным местом выхода горячих источников является северное побережье, а само место выхода носит название Саратога-Спрингс. В южной части озера располагается небольшой остров Бёрд, площадью около 3,62 км². В наиболее многоводные года этот остров полностью затопляется водой.